# Etat E 501–523
Die E 501–523 der Chemins de fer de l’État, später 2D2 5400 der SNCF, waren Elektrolokomotiven, die im Schnellzugdienst auf den mit 1500 V Gleichstrom elektrifizierten Strecken eingesetzt wurden. Die Lokomotiven waren technisch sehr ähnlich zu den Loks E 503–537 der Chemin de fer de Paris à Orléans (PO) mit denen sie die meisten technischen Punkte des Pflichtenhefts gemeinsam hatten.

## Geschichte
Die E 501–523 wurden 1935 bestellt und von Dezember 1936 bis zum Anfang des Jahres 1938 abgeliefert. Der gegenüber den PO-Lokomotiven moderner wirkende Fahrzeugkasten wurde von Henri Pacon gestaltet. Die mittig unter den Stirnfenstern angebrachte Kombination aus Spitzenlicht und Scheinwerfer gab den Lokomotiven den Spitznamen Cyclope  (Kyklop). Inspiriert dazu wurde Pacon von der von Raymond Loewy gestalteten GG1 der Pennsylvania Railroad.
Unter der SNCF wurden die Lokomotiven zur Baureihe 2D2 5400 mit den Nummern 5401–5423. Wie bei den 2D2 5500 wurde die Höchstgeschwindigkeit von 130 km/h auf 140 km/h erhöht, nachdem die Radsatzlager von Gleit- auf Rollenlager umgestellt worden waren.
Während der Generalüberholung in den Jahren 1962 bis 1965 verloren die Lokomotiven das einäugige Aussehen, indem sie eine Stirnfront mit zwei über den Seitenpuffern angeordneten Signallichtern und einem unterhalb den Stirnfenstern angeordneten Aluminiumblendwerk, das an einen Schnurrbart erinnerte, erhielten. Weiter wurde der Anstrich in Türkisblau geändert.

## Einsatz
Bei der Etat waren die Lokomotiven oft zusammen mit Leichtstahlwagen eingesetzt, die wegen ihres Aussehens in der französischen Literatur als Voitures saucisson („Wurstwagen“) bekannt sind. Die Lokomotiven waren im Depot Bordeaux beheimatet.
Die am 1. Mai 1937 abgelieferte E 511 wurde am 12. Dezember 1977 mit einem Kilometerstand von 6.162.089 km ausrangiert.